# Dionís
|  | Per a altres significats, vegeu «Dionís (desambiguació)». |

Dionís és el déu del vi i la vinya, del teatre, de la rauxa i de les festes, banquets i orgies, representat moltes vegades pel raïm o per una gran pantera negra. En la mitologia grega, Dionís, (grec antic: Δινυσος -σου
, en poesia èpica escrit amb la forma Δινυσο), també conegut com a Bacus (de vegades escrit amb la grafia errònia Baccus) (en grec antic: Βάκχος -κχου).
Amb el nom de Bacus (llatí: Bacchus) va passar a la mitologia romana, en la qual fou identificat amb l'antic déu itàlic Líber Pater.

## Noms i epítets
D'altres noms del déu, no tan coneguts, foren: Acratòfor (Ἀκρατοφρος, el qui dona vi pur), Leneu (Ληναῖος), Iacos (Ἴακχος), Bròmios (Βρμιος), Evas (Εὔας) i Evàster (Εὐαστήρ), Lieu (Λυαῖο, alliberador), Líber [Pater], Eleutri (Ἐλευθριος) i un llarg etcètera més.
En la poesia llatina se'l qualifica amb nombrosos epítets que fan referència a alguna de les seves qualitats o a algun dels seus atributs. D'entre els epítets més comuns es poden destacar: Thyrsiger, mitis, nocturnus, armiger, generosus, racemifer, candidus, foemineus, alumnus, intonsus, audax, saeuus, iuuenis, nitidus, mollis, benignus, Martius, imberbis, blandus, rubicundus, calens, Dircaeus, corniger, laerificus, spumans, ebrius, titubans.
De vegades s'ha malinterpretat l'afirmació del poeta Ausoni, continguda en el llibre XXIX del seu Llibre d'Epigrames, a l'epigrama XLVIII, vers 6, que els àrabs l'anomenaven Ădōnĕus. Aquesta cita de l'Ausoni no diu pas que un dels noms o epítets del déu Dionís fos Adòneu, sinó simplement que els àrabs l'identificaven amb llur déu Adòneu, això és, “El Senyor” o sigui, Adonis (cf. també l'hebreu (Jahvè) Adonai), de la mateixa manera que, per exemple, els egipcis l'identificaven amb Osiris. En el mateix llibre XXIX, a l'epigrama XLIX, compost en grec, Ausoni l'esmenta amb la forma grega corresponent, ᾽Αδωνες -ως.

## Mitologia grega

### Mite del naixement
Hi ha diverses versions sobre el naixement de Dionís, la més coneguda el fa fill del déu Zeus i de Sèmele, una mortal, filla de Cadme o Cadmos, fundador i rei de Tebes. Sèmele va demanar a Zeus que li mostrés tot el poder que tenia, i Zeus, rei dels déus, va mostrar amb una gran força tot el seu potencial. En veure el gran poder de Zeus, Sèmele es va morir de la por que va sentir o a causa dels trons i llampecs enviats per Zeus en la seva exhibició. Aleshores el déu, que sabia que Sèmele estava embarassada, li agafà el nadó que portava al ventre i se'l va cosir a la cuixa. Al cap de sis mesos, diu el mite, va néixer Dionís.
Quan Dionís va néixer, Hera, l'esposa de Zeus, entrà en còlera i demanà als Titans que matessin el petit Dionís, de tal manera que fugissin els desitjos de qualsevol deessa o mortal cap al seu marit. Els Titans van fer la seva tasca ràpidament: Primer van atreure l'atenció del nen amb un thiasos, després van destrossar el cos del petit, ficaren els seus trossos a cuinar, llevat del cor, i se'l van menjar.
Ara bé, la seva àvia, Rea, mare de Zeus, havia vist l'horrible crim i va agafar els trossos del petit déu i els va ajuntar donant-li una forma aproximada al que va ser el déu original. Segons una altra versió Rea va refer el nen a partir del cor, que no s'havien menjat, i per això deien que tenia gran bellesa.
Dionís va rescatar la seva mare del món dels morts per traslladar-la a l'Olimp, on va viure com a immortal amb el nom de Tíone.
Una altra versió sobre el naixement d'aquest déu el fa fill de Persèfone, a la qui Zeus s'uní adoptant forma de serp. El nadó nascut de la unió, sovint anomenat Zagreu, s'identificaria per alguns com a Dionís. Altres el feien fill del mateix déu i de Demèter, o bé d'Io.

### Infantesa

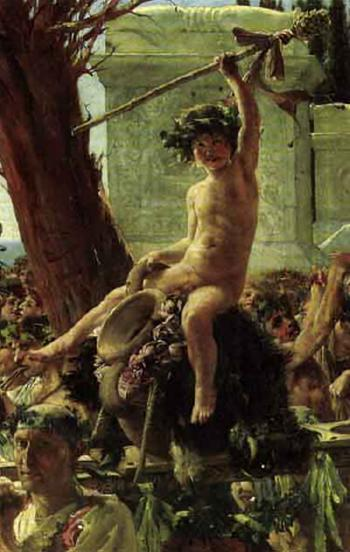
Dionís va descobrir de nen i per si mateix, el conreu de la vinya

Zeus va deixar el nen a cura d'Hermes i aquest va pensar que li calia un home i una dona que li fessin de pares, per tant el va confiar al rei Atamant i la seva esposa Ino, germana de Sèmele. Per amagar-lo de la ira d'Hera, Hermes el va vestir de noia. La deessa, però ho va descobrir i va castigar els pares adoptius fent-los embogir.
Llavors Hermes va transformar Dionís en una cabra i el va dur al mont Nisa, deixant-lo a cura de les nimfes. Aquesta vegada va estar millor amagat, tot i que va haver de viure enmig de la natura. Durant la seva infantesa s'entretenia plantant brots de plantes que trobava i així va descobrir com conrear la vinya. Intel·ligent com era, també va aprendre a fer vi, amb el fruit de la vinya.
Passat un temps Hera, que no havia renunciat a trobar-lo, el va veure i el va fer embogir. Dionís va canviar de caràcter, va renunciar a la companyia de les dolces nimfes, es va unir a les mènades, unes dones salvatges, i es va fer amic d'uns monstres que habitaven els boscos anomenats sàtirs. Un d'aquests sàtirs, Silè va esdevenir el seu mentor.

### Conqueridor de l'Índia
En l'adolescència, Dionís va decidir viatjar, acompanyat dels sàtirs i les mènades. Primer va visitar Egipte i Etiòpia. Després va conquerir l'Índia i passat diversos anys va anar a Grècia on fou reconegut com a déu i adorat com a tal. Només dos reis s'hi van oposar pel caire esbojarrat que prenien el seu culte, emportats per l'embriaguesa; aquests van ser Penteu i Licurg. Segons Heròdot aquesta part de la llegenda sobre Dionís explicaria que, en realitat, aquest déu era de procedència estrangera i fou adoptat pels antics grecs igual com havien fet amb altres divinitats asiàtiques, per exemple Cíbele.
Es deia que quan Alexandre el Gran va passar per una ciutat anomenada Nisa, prop del riu Indus, els seus habitants li van explicar que la ciutat l'havia fundat Dionís.

### Víctima dels pirates

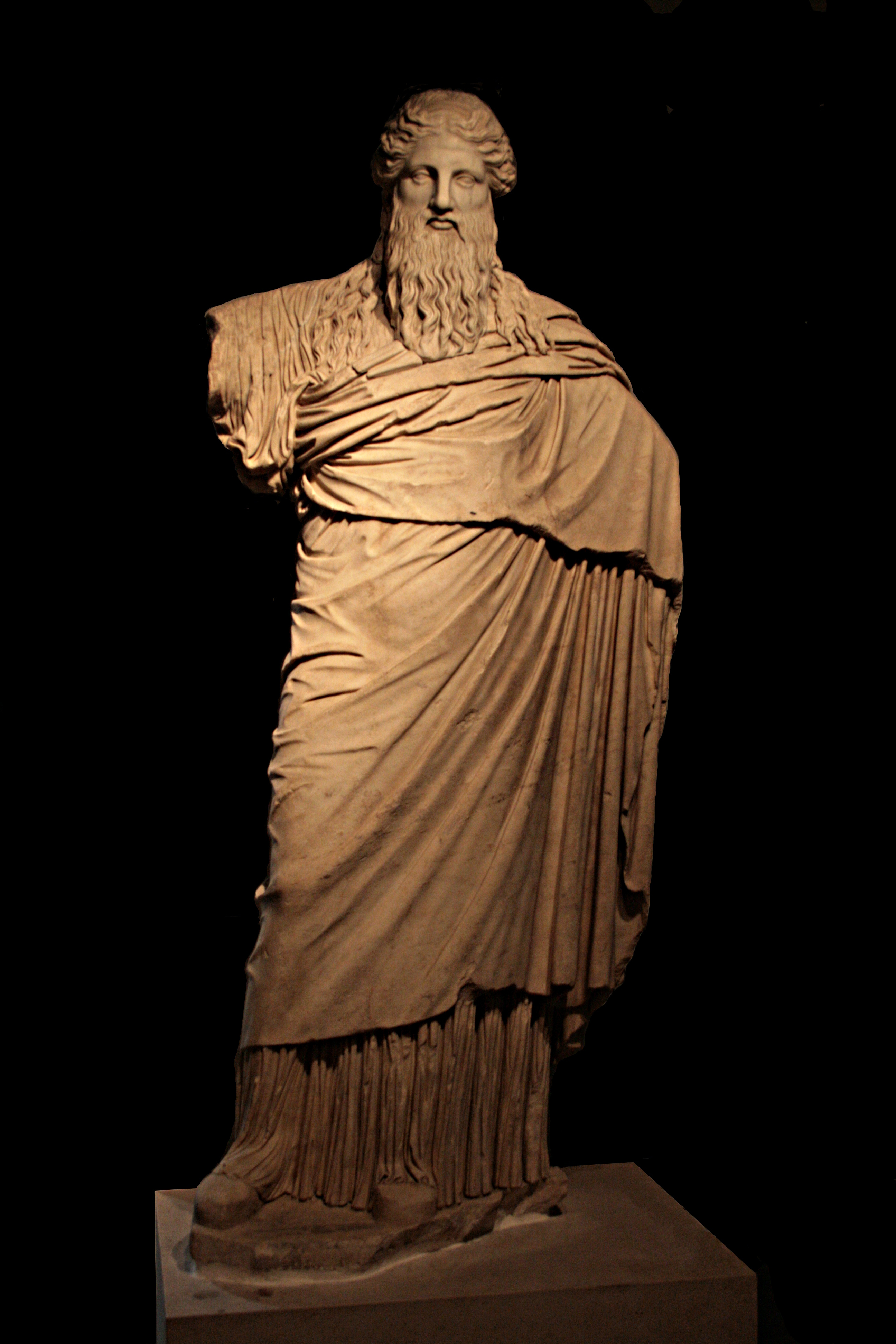
Escultura del Dionís/Pseudo-Sardanapal conservada al Museu Nacional Romà.

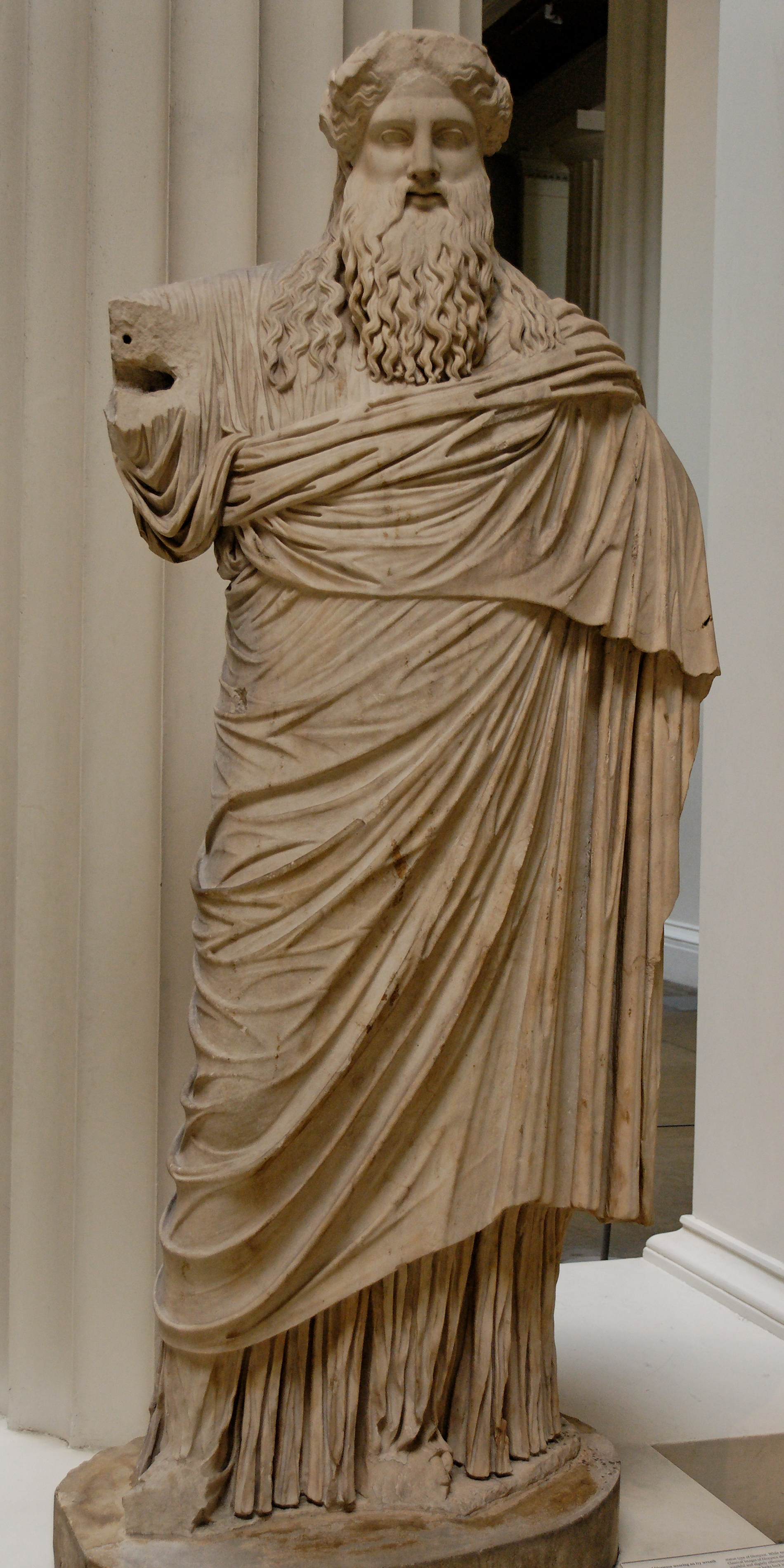
Escultura del Dionís/Pseudo-Sardanapal conservada al Museu Britànic

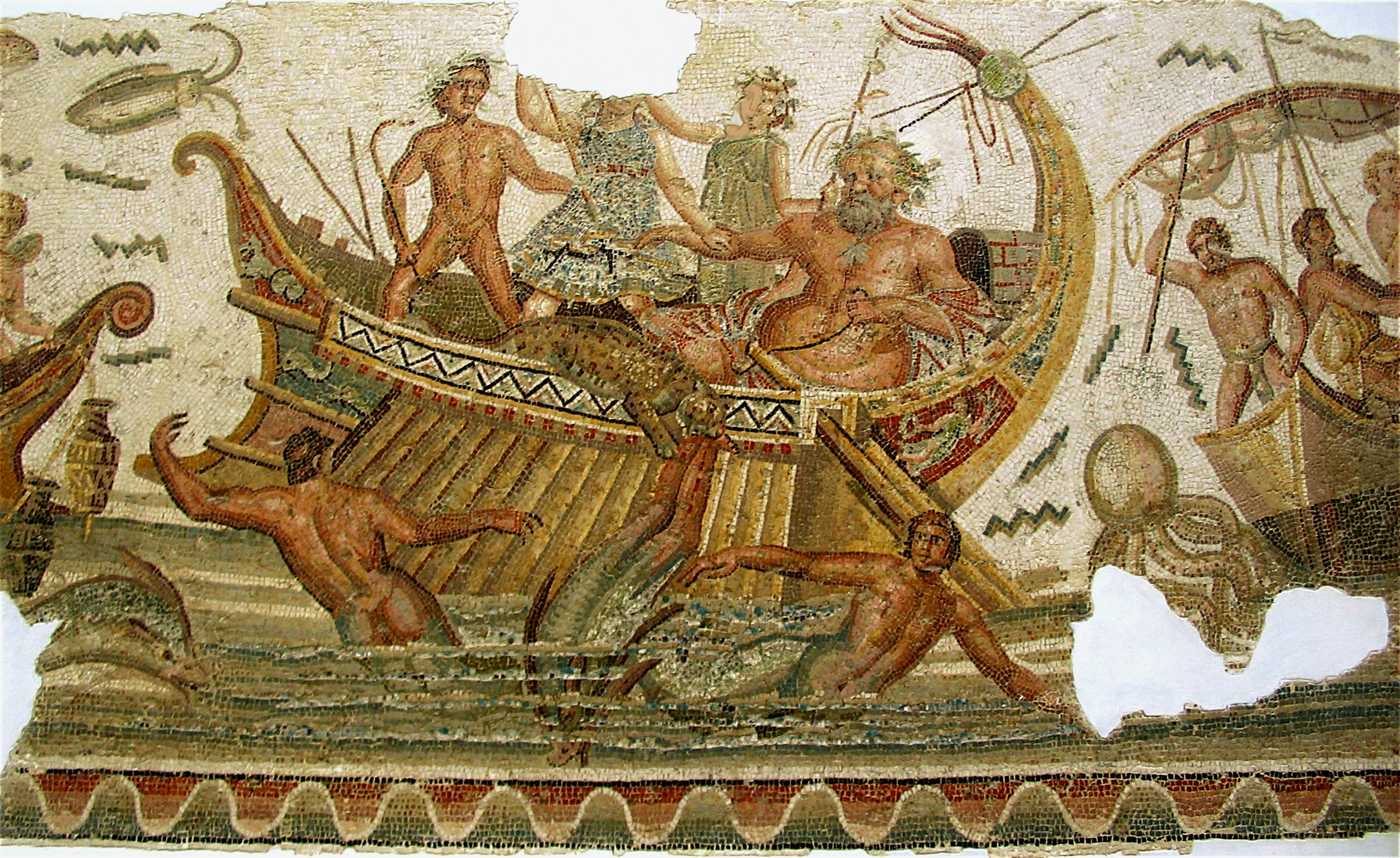
Mosaic romà representant la llegenda del rapte de Dionís. Museu del Bardo, (Tunis)

Diverses llegendes narren que, durant un viatge, uns mariners van pensar que pel seu aspecte ben plantat devia ser el fill d'una família rica i el van raptar amb la intenció de demanar un rescat o vendre'l com a esclau. Estant en alta mar van provar de lligar-lo amb cordes, però Dionís era tan fort que no ho van poder fer. Llavors, enrabiat com estava, es va transformar en lleó i els va atacar. Alguns pirates es van llançar a la mar esparverats i, en entrar en contacte amb l'aigua, es van convertir en dofins.A l'únic que no va atacar fou el timoner, anomenat Acoetes, el qual va reconèixer que era un déu.
Segons una altra versió Dionís va llogar un vaixell per anar des d'Icària fins a Naxos. Quan estaven navegant els mariners van canviar el rumb cap a Àsia, per vendre'l quan arribessin. Dionís va notar la mala intenció que portaven, va transformar el màstil i els rems en serps, de la fusta del vaixell va començar a créixer heura. El déu es va posar a tocar la flauta amb un so que els va fer embogir i es van llençar a la mar, on es van convertir en dofins.

### Dionís i Mides
Una vegada, Silè, l'amic i mentor de Dionís, es va embriagar tant que va perdre el camí i va acabar adormit en un jardí. En despertar va saber que estava al jardí del rei Mides, el qual el va acollir a casa seva durant uns dies a canvi d'escoltar les seves històries divertides. Dionís en agraïment va concedir al rei un do especial: convertir en or qualsevol cosa que toqués.

### Ampelos el sàtir
Segons el poeta Nonnos de Panòpolis, Dionís va ser amant d'un sàtir anomenat Ampelos. Quan aquest va morir a causa de l'envestida d'un bou Dionís el va transformar en una vinya perquè continués vivint.

### Alumne de Quiró
Es diu que Dionís fou un dels deixebles del centaure Quiró, d'ell va aprendre cants i danses, i els ritus a Bacchus, nom amb el qual també es va identificar a Dionís.

### Espòs d'Ariadna
Quan Teseu va abandonar Ariadna a l'illa de Naxos, Dionís es va casar amb ella. Van tenir un fill anomenat Oenopion, al qual va matar Perseu o es va suïcidar, segons les versions.

## Festivals
- Lenees
- Antestèries
- Grans Dionísies
- Ambròsies
- Agriònies
- Haloes
- Oscofòries
- Protrigees

## Dionís i els seus devots

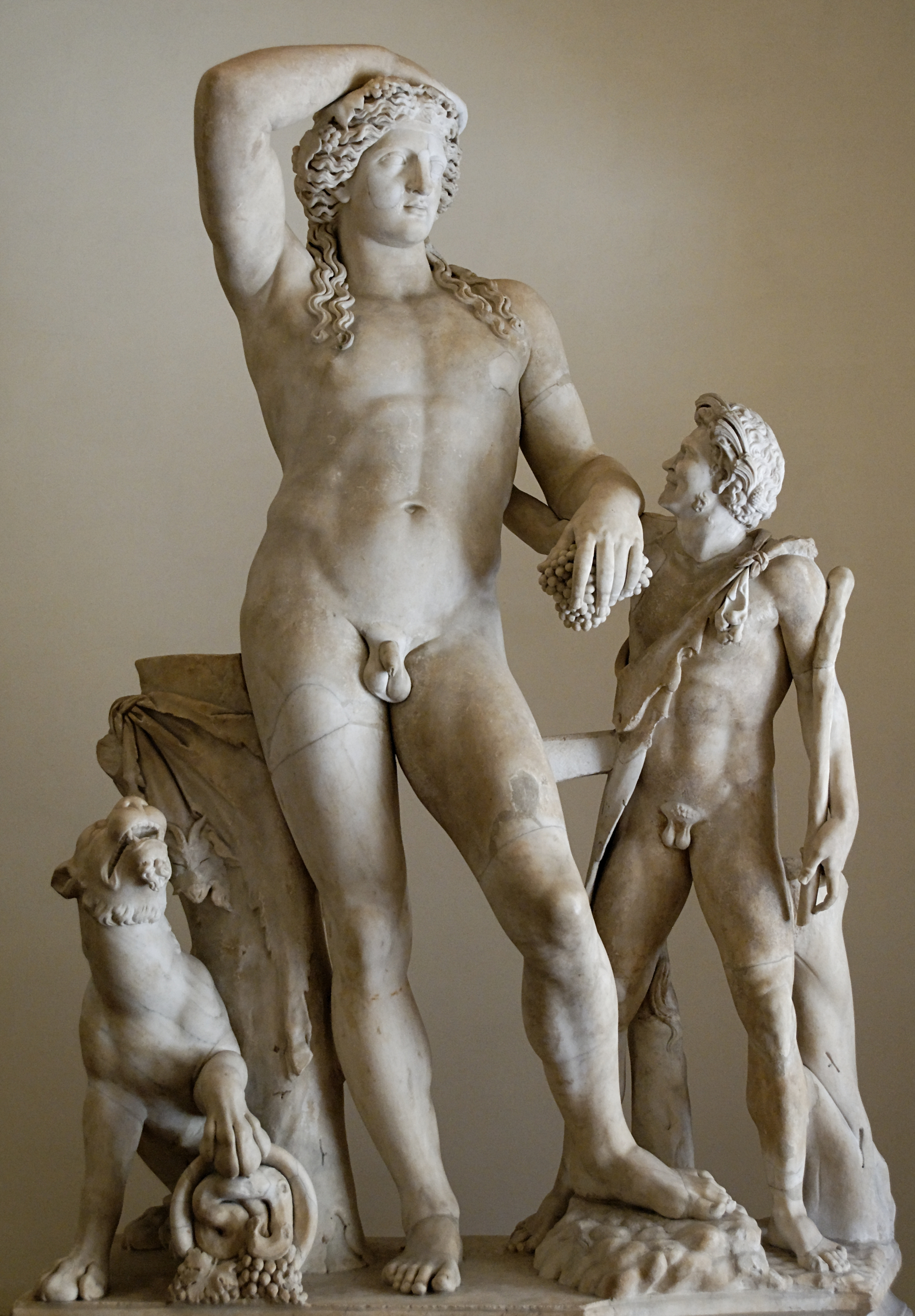
El déu Dionís amb una pantera i un sàtir. Palazzo Altemps, Roma (obra anònima,)

Cap retrat literari d'una divinitat grega és equiparable amb el poder hipnòtic de Les Bacants d'Eurípides. La trama gira al voltant del rei tebà Penteu, que no vol reconèixer un "foraster" arribat fa poc d'Orient que és autor de diversos prodigis. Tota la comunitat està alterada quan el foraster indueix les dones de la ciutat a deixar casa seva i adorar un nou déu, Dionís, prop de la muntanya de Citeró. Les dones són guiades per Ino, Autònoe i Agave (la mare de Penteu), les tres germanes de Sèmele, la mare de Dionís; Dionís les ha fet tornar boges per haver negat que el pare del fill de Sèmele és en realitat Zeus. El foraster, que no és sinó Dionís, es venja fent que Agave esquarteri el seu fill membre a membre en una orgia d'inexplicable violència. Quasi totes les característiques mitològiques principals de Dionís hi són, a Les bacants. La bogeria que indueix és més col·lectiva que individual, un fet que simbolitzen els grups de devots que hi ha al voltant de Dionís (a Les bacants són les dones, les mènades, dones delirants). Ell està vinculat a l'estat d'èxtasi, que literalment significa estar fora de si. És la classe de déu que, en virtut del seu caràcter subversiu, primer provoca resistència i després la trenca sense remordiments.
Una de les figures que segueixen el déu és la de les mènades, grup femení que acostumava a fer ritus obscurs i cruels com l'esquarterament d'animals (sparagmós, ὁ σπαραγμὸς Βακχῶν).
Menys temibles eren els seguidors masculins del déu, els grotescos sàtirs. Habitualment perseguien nimfes o mènades per satisfer els seus desitjos sexuals. El més lleig de tots era Silè, el vell cap de colla, que quasi sempre estava borratxo.

## Atributs

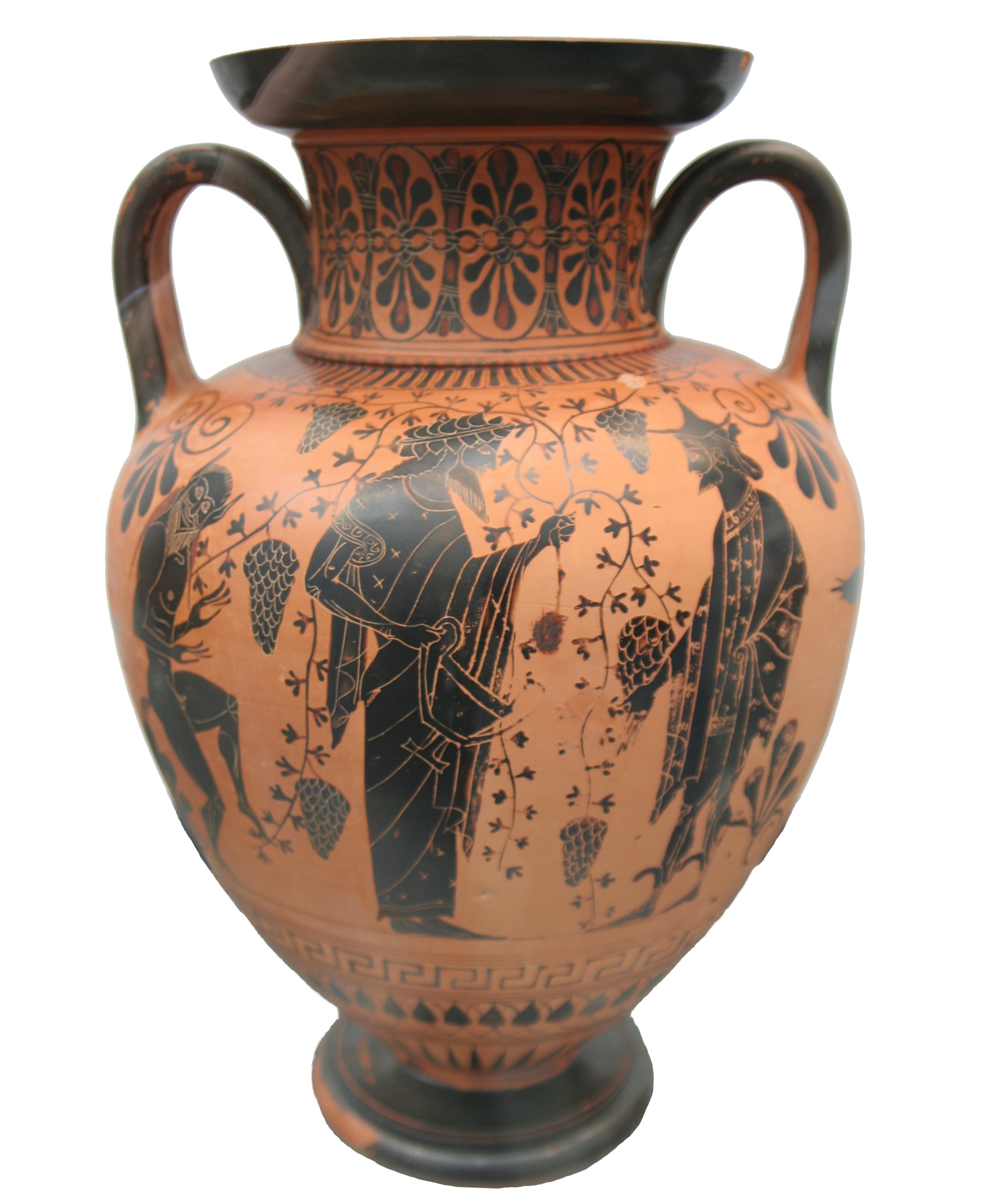
Dionís parlant amb el déu Hermes, amb una mà sosté un cantharus (recipient per a beure-hi vi), a l'esquerra, un sàtir

Dionís sol trobar-se representat amb branques d'heura o amb pàmpols i raïms. Els seus atributs són el tirs, que sol portar envoltat d'heura i/o pàmpols, i el cantharus (recipient per a beure-hi vi). A més a més, sovint hom el veu abillat amb pells de pantera o de tigre.

## Recepció i representacions artístiques a l'Època Moderna
El mite de Dionís ha inspirat nombrosos artistes d'ençà del Renaixement Caravaggio, Allart van Everdingen, Benvenuto Tisi Garofalo, Guido Reni, Ticià, Rembrandt i Rubens entre d'altres.
El filòsof i escriptor del segle xix Friedrich Nietzsche contraposa a la seva obra El naixement de la tragèdia el dionisísme vital i arrauxat i l'apol·linisme estèticament contemplatiu que converteix en els dos principis bàsics de l'existència humana.
L'òpera Semperoper de Dresden també està dedicada al déu Dionís. A l'exedra de la façana principal el déu hi és representat menant l'Ariadna cap als déus en una quadriga estirada per panteres. El monument de bronze, de proporcions sobrenaturals, es deu a la mà de Johannes Schilling.
A la segona temporada de la sèrie True Blood, la mènada Maryann intenta conjurar el déu Dionís.
A la seva novel·la "El Boig" (títol original: Der Narr), l'autor alemany Stefan Papp reelabora el mite de Dionís com a leitmotiv per a interpretar l'aspecte de la "follia arrauxada" com a oportunitat per a conèixer-se a si mateix.
A la pel·lícula Alexandre, de l'Oliver Stone (2004), Dionís hi surt representat com un home de cabells llargs, amb barba abundosa, coronat amb fulles d'heura i abillat amb una pell de lleó i un voluminós quitó (χιτών), inspirat en l'escultura del Dionís Sardanapal (o Dionís/Pseudo-Sardanapal).

## Galeria

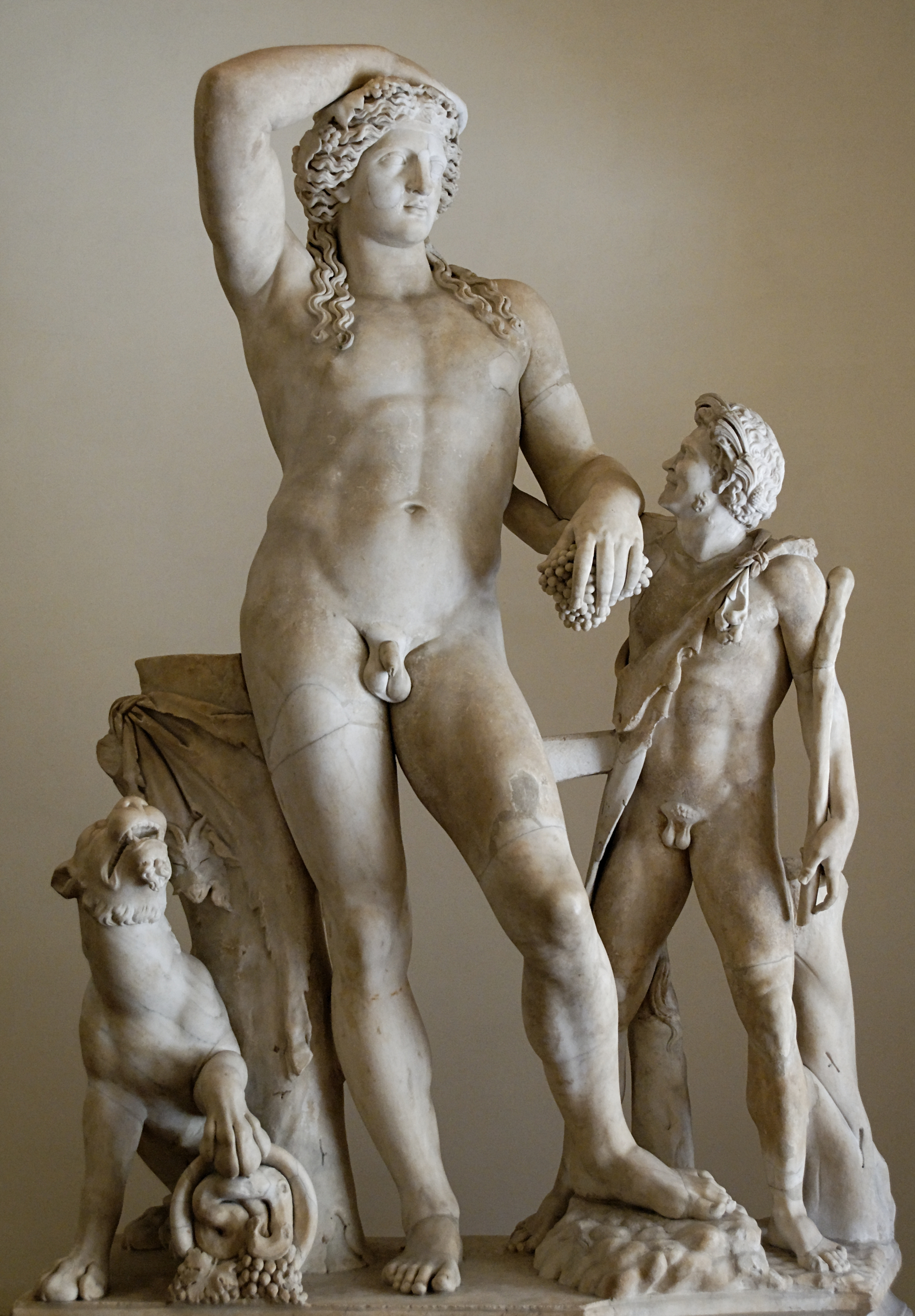
El Dionís de Ludovisi amb una pantera, un sàtir i raïms (Palazzo Altemps, Roma)
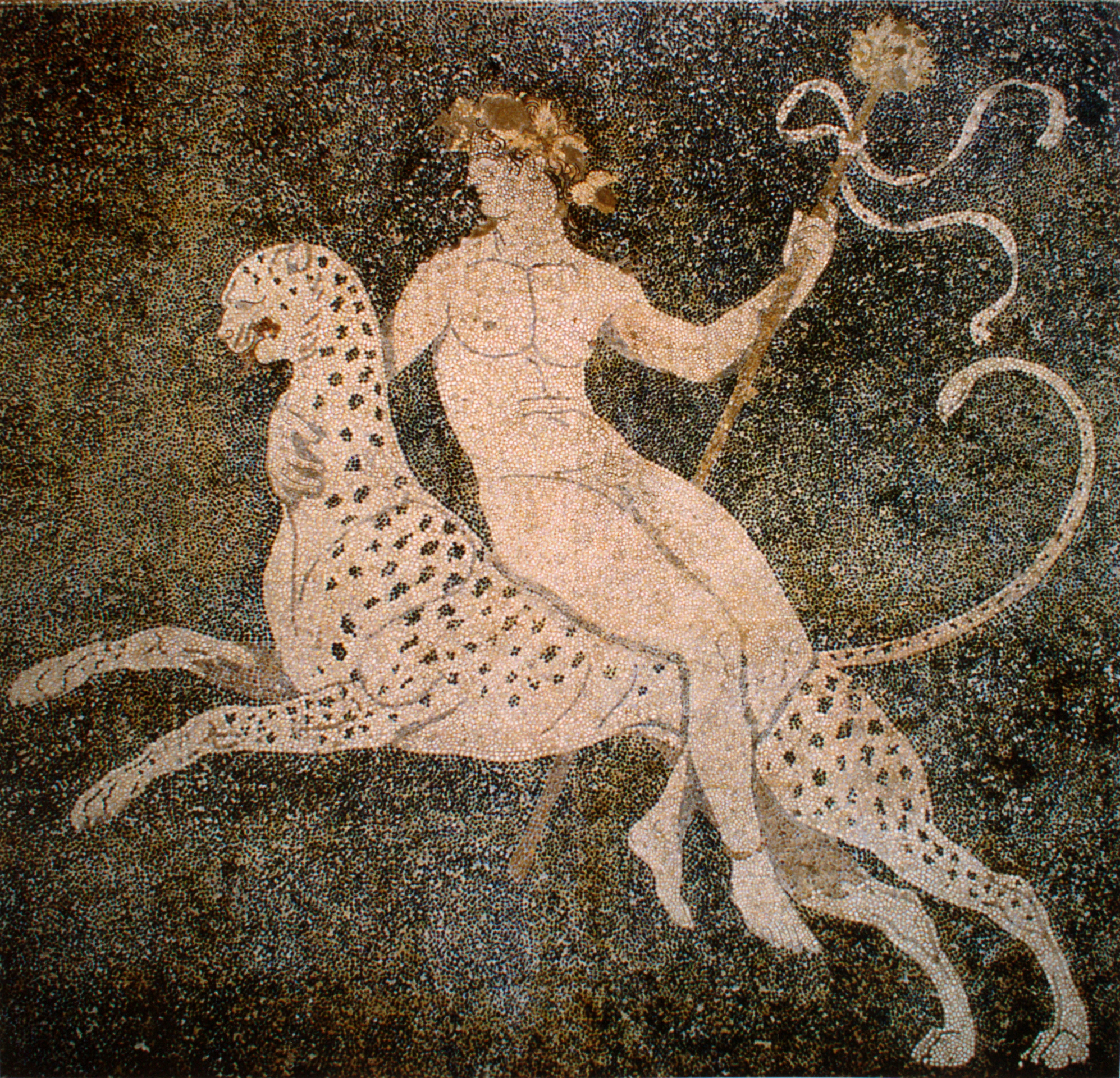
Dionís cavalcant un lleopard, segle iv aC mosaic de Pel·la (Macedònia)
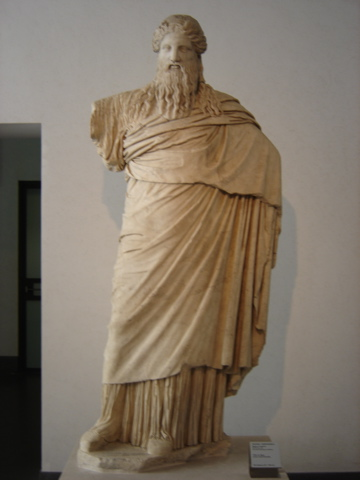
Estàtua de Dionís Sardanapal (Museo Palazzo Massimo Alle Terme, Roma)
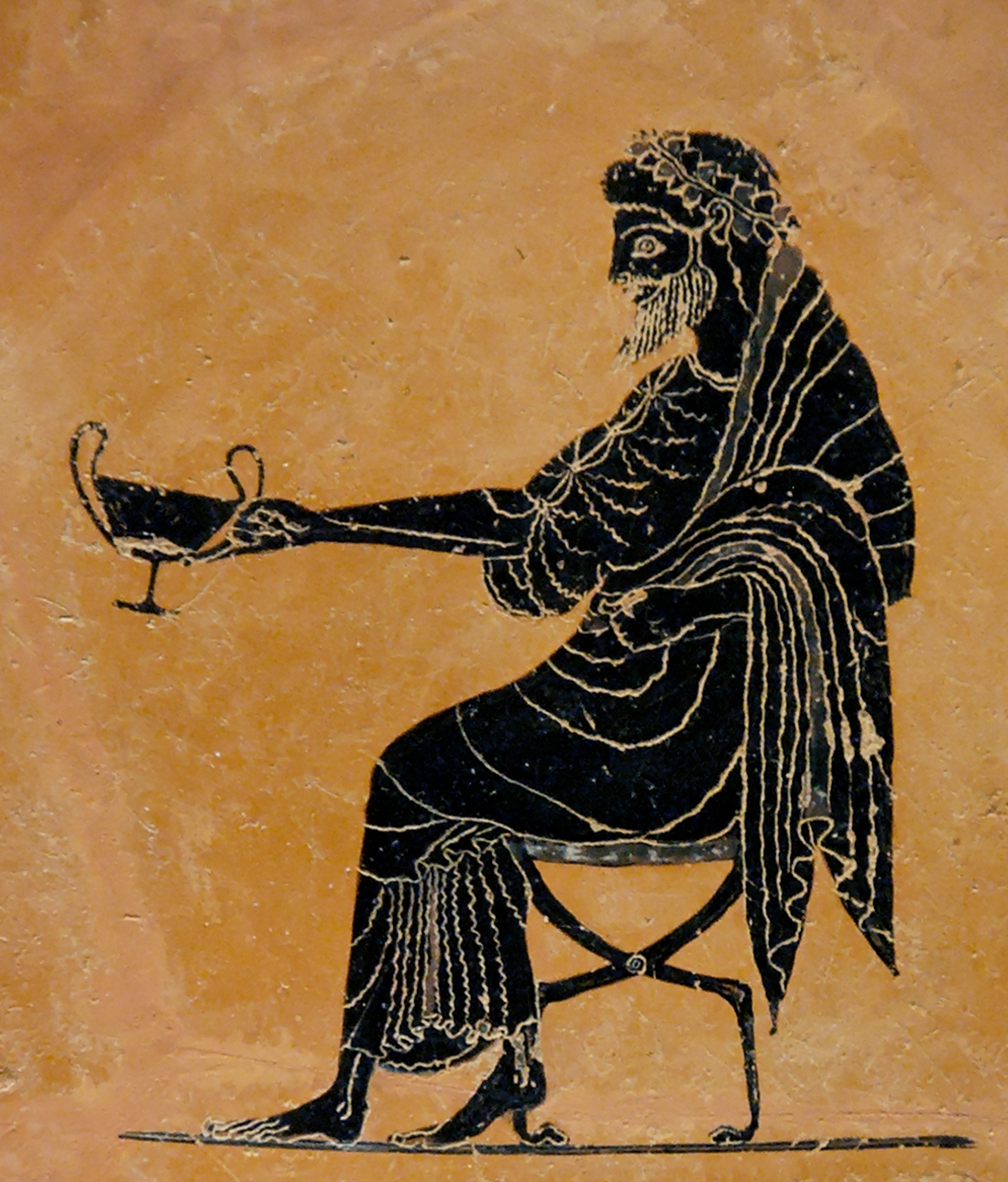
Dionís allargant un cantharus, segle vi aC tardà
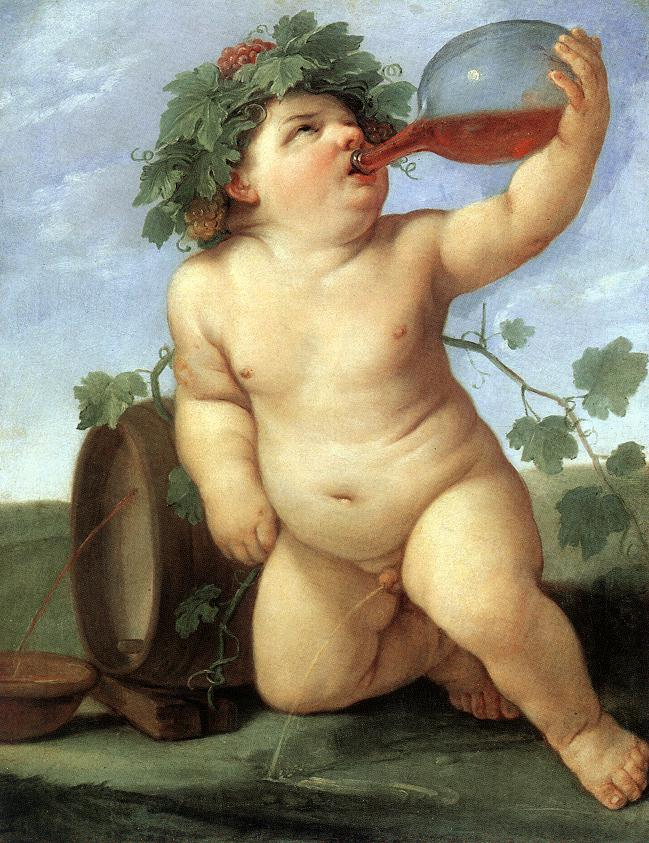
Bacus bevent (1623) Guido Reni